# Elizabeth Parsons
Elizabeth Parsons, född 1846, död 1924, var en nyzeeländsk sångare. Som ledande medlem av musikaliska sällskap i Wellington framträdde hon vid varje framträdande musikaliskt tillfälle i stadens historia 1860–1896. 